# جون كيريغان (سياسي)
جون كيريغان هو سياسي أمريكي، (و. 1851  م). نشط حزبياً في الحزب الديمقراطي. وقد انتخب عضو جمعية ولاية نيويورك ‏ وانتخب عضو مجلس ولاية نيويورك ‏.